# Cerebratulus pachyrhynchus
Cerebratulus pachyrhynchus är en djurart som tillhör fylumet slemmaskar, och som först beskrevs av Schmarda 1859.  Cerebratulus pachyrhynchus ingår i släktet fläsknemertiner, och familjen Cerebratulidae. Inga underarter finns listade i Catalogue of Life.